# Lukrecija Bordžija
Lukrecija Bordžija (šp. Lucrecia Borja, lat. Lucretia Borgia; Rim ili Subiaku, 18. april 1480 — Belrikardo kod Ferare, 24. jun 1519) bila je vanbračna ćerka pape Aleksandra VI, vojvotkinja od Ferare.

## Biografija
Po očevom naređenju, odvojena je od majke i data na čuvanje očevoj rođaci Adrijani Mila koja joj je obezbedila solidno obrazovanje. Lukrecija je od ranog detinjstva učila latinski, upoznala se sa poezijom, muzikom i slikanjem na porcelanu.
Lukrecija Bordžija je pripadala jednoj od najomraženijih porodica u istoriji oko koje su se pleli neizrecivi zločini, uključujući i Lukrecijin incest - ne samo sa bratom Čezarom, već i sa rođenim ocem, papom Aleksandrom VI. Bordžije su bile užasna loza, nadaleko poznate po surovosti u borbi za moć, i pitanje je da li uprkos svemu Lukrecija zaslužuje ružnu reputaciju koja je vekovima prati. Izvesnije je da je u rukama svog oca i brata postala oruđe i žrtva njihove političke mašinerije, protiv koje nije imala dovoljno snage da se bori. Rimom je kružila izreka:
Ako ti je život mio, nikada ne idi na ručak kod Bordžija.
Ciljalo se na otrov koji su Bordžije stavljali u hranu onima koje su želeli da uklone. Mada Lukrecija u tome nije imala nikakvog udela, nije mogla izbeći loš glas koji je pratio njenu porodicu. Osim toga u to vreme shvatanje pristojnosti i morala veoma se razlikovalo od današnjeg. I sama činjenica da je njen otac, Rodrigo Bordžija mogao postati poglavar Katoličke crkve govori u prilog ovoj tezi. Istoriograf Gregorovius ističe:
Nije bila ni gora ni bolja od većine žena u njeno vreme. Bila je neopterećena i uživala je u radostima života.
Lukrecija je rođena 1480. Rodrigo nijedno svoje dete nije zvanično priznao sve dok nije postao papa i bio apsolutno siguran u svoju moć. Prvi prosci su je isprosili pre nego što je napunila 11 godina, a dva meseca kasnije pojavila su se novi, još poželjniji, ali su i jedni i drugi, čim je Rodrigo uzeo trostruku krunu, bili sklonjeni, ne bi li se našao neko mnogo podobniji za njegovu prelepu kćerku. Sa 12 godina Lukrecija je bila zlatokosa i prefinjena, belog vrata i bisernih zuba - sjajna prilika za Đovanija Sforcu, vladara Pezara, udovca u godinama. Priređeno je veličanstveno venčanje, kojem je prisustvovalo pola Rima. Međutim, papi je bilo teško da se odvoji od kćerke, pa je rešio da raskine veridbu. Pošto Sforca nije hteo da se sa time pomiri, Lukrecijin otac i brat su rešili da ga uklone. Saznavši za zaveru, ona je preko glasnika obavestila nesuđenog muža da se skloni. Tako je, gotovo nepoznatom čoveku, spasila život. Brak nije dugo trajao, a tome su kumovale Bordžije. Ubrzo su shvatili da su Lukrecijinu ruku mogli mnogo bolje upotrebiti, dajući je potomku Aragona. Odlučili su da se otarase nesrećnog mladoženje. Svetu su objavili da je Sforca impotentan i da je njegova mlada žena i dalje devica. Sforca se zakleo da će se osvetiti Bordžijama, ali je njihova moć bila toliko jaka da je na kraju morao da potpiše priznanje da je impotentan i da napusti Rim, da mu se ne bi dogodile još gore stvari. Lukrecija se u međuvremenu povukla u manastir, ne bi li tako stekla, bar prividno, devičanski oreol i pripremila se za novi brak. Opatice su žalile što ih je morala napustiti jer je manastir vrlo brzo pretvorila u mesto ugodnog užitka.
Uskoro su se Rimom proširile priče da je Lukrecija trudna i da je njen ljubavnik španski gospodin sa papskog dvora Pedro Kalderon, znan kao Peroto. Čezare Bordžija je Perota bacio u zatvor, a ubrzo nakon toga telo su mu našli u Tibru. Tada su počela govorkanja da je dete koje je Lukrecija očekivala plod incesta i da je otac, zapravo, Čezare. Kasnije je taj njen sin postao vojvoda od Napija, a njegovo poreklo je ostalo obavijeno misterijom. Sledeća partija za Lukreciju takođe je bila smišljena iz političkih razloga. Na meti je bio Alfonso, vojvoda od Bišeljijea, vanbračni sin kralja Napulja. Čezare nije štedeo na raskoši venčanja. Sa njim je stekla dete. Sve je izgledalo dobro dok krvožedni Čezare nije ponovo započeo političke spletke. Nedugo potom on i mladoženja bili su na ratnoj nozi. Alfonso je prvo pretučen na ulici. Sa razbijenom glavom i jezivim ranama po telu, donet je polumrtav u papinu palatu gde su mu u pomoć pritekli vatikanski gardisti. Ranjenika je prihvatila Lukrecija i okružila sa 16 dobro naoružanih vojnika. Cezarovi ljudi su iskoristili povoljnu priliku i usmrtili zeta. Priča je ispredena da je pao s kreveta, obnovio rane i umro usled obilnog krvarenja. Lukrecija je bila očajna i ogorčena, pa se skrhana bolom povukla tiho u sumorni zamak Nepi.
Po treći put Lukrecija se udala za Alfonsa, sina vojvode od Ferare. I dalje je bila predmet ogovaranja i spletki, a mnogi su je vezivali za pesnika Pjetra Bemba. Za njegovu poeziju se verovalo da je velikim delom inspirisan časovima strasti provedenim u Lukrecijinom naručju. Još opasnije je bilo prijateljstvo koje je gajila prema pesniku Erkolu Stronciju. Užasan skandal je izbio kad je Stroncijev leš, umotan u ogrtač, sa znacima surovog nasilja, nađen na ulici. Oni koji su mrzeli i samo ime Bordžija verovali su da je Lukrecija organizovala ubistvo, jer je bila ljubomorna pošto je čula da pesnik namerava da se ženi.
Živela je u Ferari, imala je brojnu decu. 15. jula 1519, posle jednog preranog porođaja, dobila je groznicu i umrla u 39. godini.

## Brakovi

### Prvi brak: Đovani Sforca (lord Pezara i Gradare)
Dana 26. februara 1491. godine, sklopljen je bračni aranžman između Lukrecije i gospodara Val Dajore, u kraljevstvu Valensije, Don Kerubina Žoana de Sentelesa, koji je poništen manje od dva meseca kasnije u korist novog ugovora o angažovanju Lukrecije za don Gaspara Aversu, grofa od Procide. Kada je Rodrigo postao papa Aleksandar VI, nastojao je da bude u savezu sa moćnim kneževskim porodicama i osnivačima dinastija Italije. Stoga je otkazao Lukrecijine prethodne veridbe i dogovorio da se uda za Đovanija Sforcu, člana kuće Sforca koji je bio lord od Pezara i pod nazivom grof od Katignole. Đovani je bio vanbračni sin Kostanca I Sforce i Sforce drugog reda. On seo oženio Lukrecijom 12. juna 1493. u Rimu.
Ubrzo, porodici Bordžija više nisu bili potrebne Sforce, a prisustvo Đovanija Sforce na papskom dvoru bilo je suvišno. Papi su bili potrebni novi, povoljniji politički savezi, te je možda tajno naredio pogubljenje Đovanija: opšteprihvaćena verzija je da je Lukreciju o tome obavestio njen brat Čezare, a ona je upozorila svog muža, koji je pobegao iz Rima.
Aleksandar je tražio od Đovanijevog strica, kardinala Askanija Sforce, da ubedi Đovanija da pristane na poništenje braka. Đovani je to odbio i optužio Lukreciju za očinski incest. Papa je tvrdio da brak njegove ćerke nije bio konzumiran i da je stoga nevažeći. Đovaniju je ponuđen miraz u zamenu za saradnju. Porodica Sforca je zapretila da će povući svoju zaštitu ako on odbije. Đovani je konačno potpisao priznanja o impotenciji i dokumente o poništenju pred svedocima.

### Navodna afera sa Perotom
Bilo je spekulacija da je tokom dugotrajnog procesa poništenja Lukrecija ostvarila vezu sa nekim, možda Aleksandrovim komornikom Pedrom Kalderonom, takođe po imenu Peroto. U svakom slučaju, porodice koje su neprijateljski raspoložene prema Bordžijama kasnije su je optužile da je bila trudna u vreme kada je njen brak poništen zbog nekonzumacije. Poznato je da se povukla u samostan San Sisto u junu 1497. da bi čekala ishod postupka poništenja, koji je okončan u decembru iste godine. Tela Pedra Kalderona i služavke Pantasileje pronađena su u Tibru u februaru 1498. U martu 1498. ambasador Ferare je tvrdio da se Lukrecija porodila, ali su drugi izvori to demantovali. Dete je, međutim, rođeno u domaćinstvu Bordžije godinu dana pre Lukrecijinog braka sa Alfonsom Aragonskim. Zvao se Đovani, ali je istoričarima poznat kao „Infans Romanus“.
Godine 1501, izdate su dve papske bule koje se tiču deteta, Đovanija Bordžije. U prvoj je prepoznat kao Čezareovo dete iz afere pre njegovog braka. Druga, kontradiktorna bula ga je prepoznala kao sina pape Aleksandra VI. Lukrecijino ime se ne pominje ni u jednom dokumentu, a glasine da mu je ona majka nikada nisu dokazane. Drugi bula je dugi niz godina čuvana u tajnosti, i pretpostavljalo se da je Đovani Čezarov sin. Tome u prilog govori i činjenica da je 1502. postao vojvoda od Kamerina, što je jedno od Čezareovih nedavnih osvajanja, otuda prirodno nasleđe najstarijeg sina vojvode od Romanje. Đovani je posle Aleksandrove smrti otišao kod Lukrecije u Feraru, gde je bio prihvaćen kao njen polubrat.

### Drugi brak: Alfonso d'Aragon (vojvoda od Bišelje i princ od Salerna)
Nakon njenog poništenja braka sa Sforcom, Lukrecija je bila udata za napuljca Alfonsa od Aragona, polubrata Sanče od Aragona, koja je bio žena Lukrecijinog brata Đofrea Bordžije. Brak je bio kratak.
Venčali su se 1498. godine, čime je Lukrecija postala vojvotkinje od Bišelja i supruga princa od Salerna. Lukrecija, a ne njen muž, postavljena je za guvernera Spoleta 1499. godine; Alfonso je pobegao iz Rima ubrzo nakon toga, da bi se vratio na Lukrecijin zahtev, ali je bio ubijen 1500. godine.
Naširoko se pričalo da je Lukrecijin brat Čezare odgovoran za Alfonsovu smrt, pošto se nedavno udružio (putem braka) sa Francuskom protiv Napulja. Lukrecija i Alfonso imali su jedno dete, Rodriga od Aragona, koji je rođen 1499. godine i preminuo pre svoje majke u avgustu 1512. godine u uzrastu od 12 godina.

## Literatura
- Bradford, Sarah (2004). Lucrezia Borgia: Life, Love And Death In Renaissance Italy. Viking. ISBN 978-0-670-03353-9.
- Erlanger, Rachel (1978). Lucrezia Borgia: A Biography. ISBN 978-0-8015-4725-6.
- Bellonci, Maria (2003). Lucrezia Borgia. Milan: Mondadori. ISBN 978-88-04-45101-3.
- The Borgias (1971) by Michael Mallett
- Lucretia Borgia (187?) by Ferdinand Gregorovius (Author); translated in 1903 by John Leslie Garner (Translator)
- Hibbert, Christopher (2011). The Borgias. Constable. ISBN 978-1-84901-994-1.
- Hollingsworth, Mary (2011). The Borgias: History's Most Notorious Dynasty. ISBN 978-0-85738-916-9.
- Rafael Sabatini wrote  The Life of Cesare Borgia, 1912, that attempts to treat the Borgias historically.
- Lucrezia Borgia: Life, Love And Death in Renaissance Italy by Sarah Bradford; Viking 2004;  0-670-03353-7
- Lucrezia Borgia: A Biography by Rachel Erlanger; 1978;  0-8015-4725-3
- Lucrezia Borgia by Maria Bellonci; Phoenix 2002;  978-1-84212-616-5
- The Borgias (1971) by Michael Mallett
- Lucretia Borgia (1874?) by Ferdinand Gregorovius (Author); translated in 1903 by John Leslie Garner (Translator)
- The Borgias by Christopher Hibbert; Constable 2011;  978-1-84901-994-1
- The Borgias: History's Most Notorious Dynasty by Mary Hollingsworth; Quercus 2011;  978-0-85738-916-9